# Le Nice caennais
Le Nice caennais est un quartier de Caen.  C'est à l'origine une cité-jardin fermée par des grilles dont on voit encore l'entrée rue Caponière. Le quartier compte une cinquantaine de maisons.

## Histoire
Le quartier est créé en 1930 sous le nom de parc des Pépinières par la société Caen-Extension au 200 de rue Caponière sur les anciennes pépinières. Mais la première maison est en réalité construite dès 1925. À côté de l'entrée du quartier, sur la rue Caponière, se situe la Villa Hélianthe, une maison Art déco datant de 1927.
Un différend oppose la mairie et la société Caen-Extension quant à l'obligation de construction d'un égout dans le nouveau quartier.
Le projet de Caen-Extension comporte un lotissement de 41 841 m2 avec une voie centrale et trois voies de dérivation.

## Architecture
On peut y trouver un rare modèle subsistant des maisons préfabriquées de type Bungalow U.K.100.

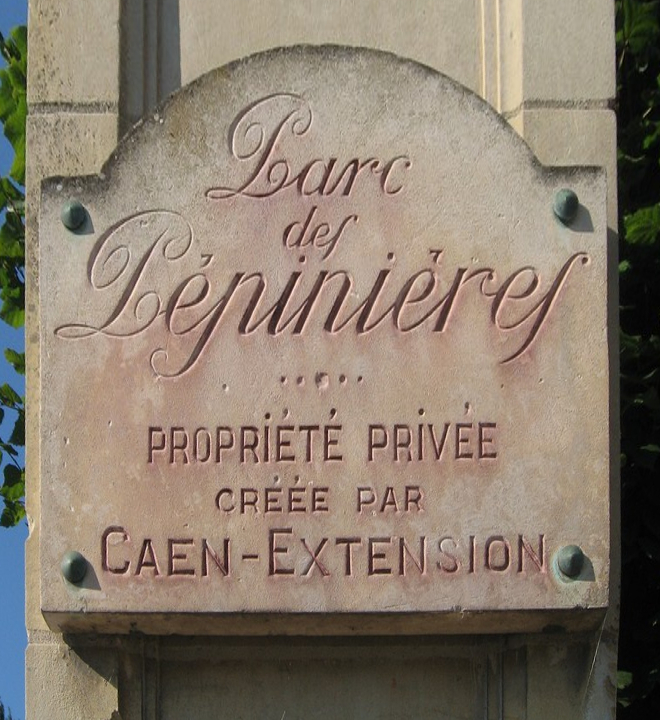
Plaque sur l'un des piliers à l'entrée du quartier
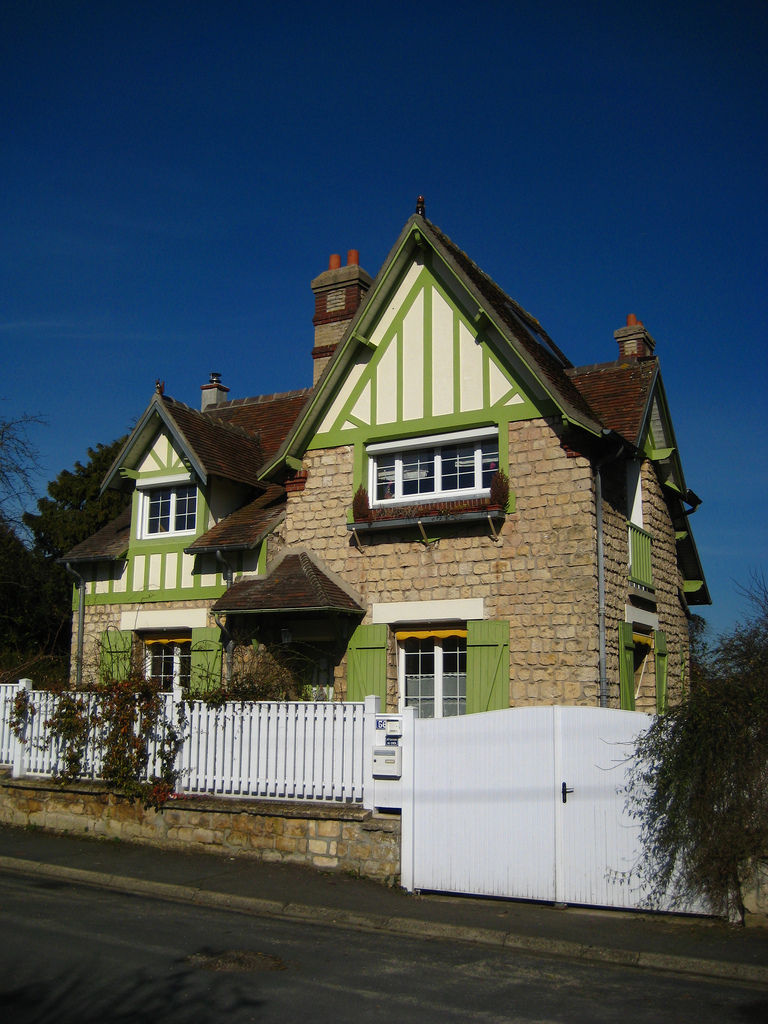
No 56
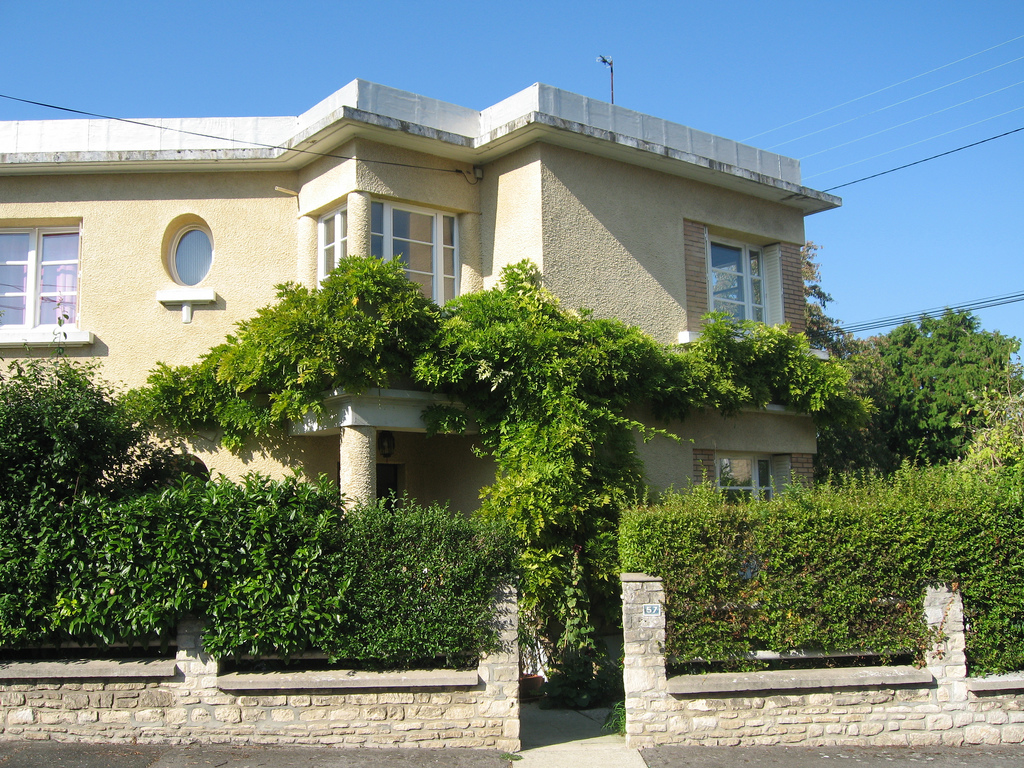
No 57
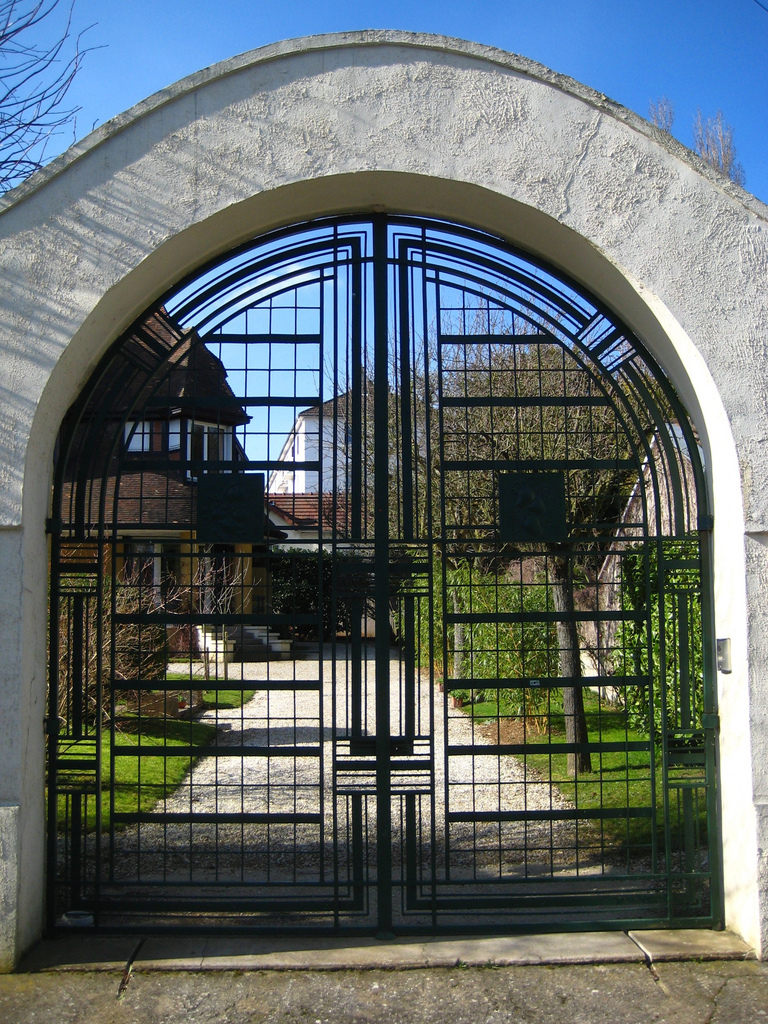
Grille du no 31
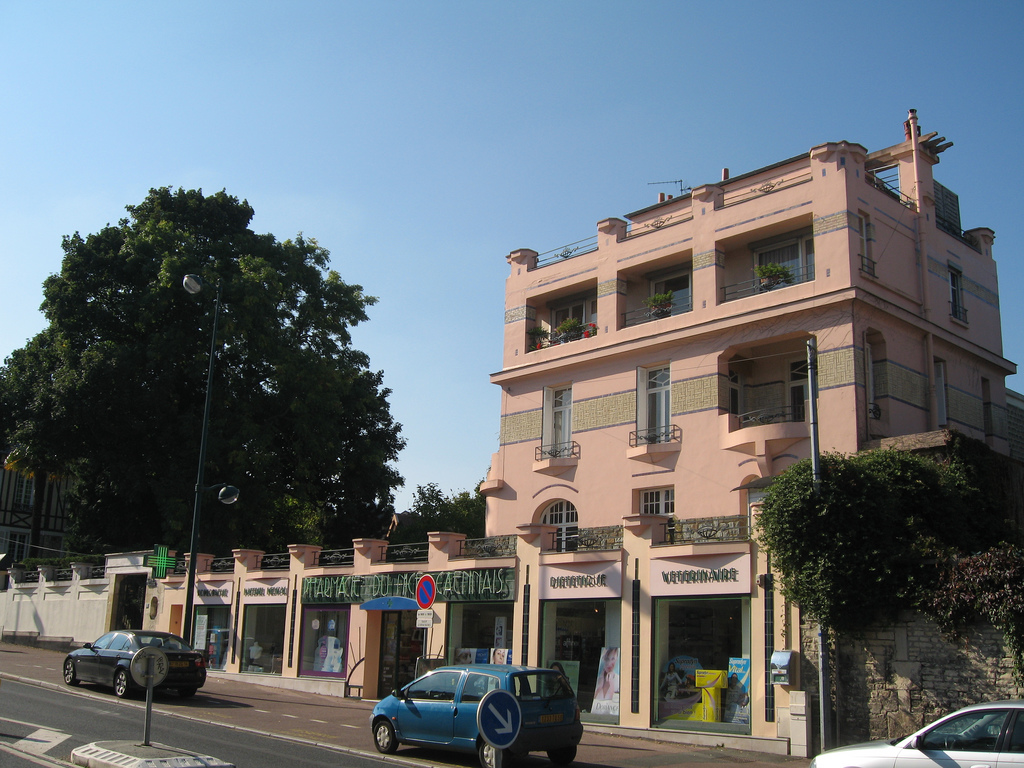
Villa Hélianthe